# Fluorcalcioroméit
Fluorcalcioroméit ist ein sehr seltenes Mineral aus der Mineralklasse der Oxide und Hydroxide. Es kristallisiert im kubischen Kristallsystem mit der Zusammensetzung (Ca,Na)2Sb5+2(O,OH)6F, ist also ein Calcium-Natrium-Antimonat, dessen Y-Position hauptsächlich durch Fluor-Ionen besetzt ist.
Fluorcalcioroméit kommt an seiner Typlokalität in Form von idiomorphen, oktaedrischen Kristallen von maximal 1 mm Größe vor, die eng mit Braunit, Hämatit, Calcit, Quarz und selten auch Wallkilldellit-(Mn) vergesellschaftet sind.
Die Typlokalität des Fluorcalcioroméits ist die in triassischen Plattformcarbonaten sitzende Mangan-Eisen-Lagerstätte der Grube „Starlera“ (Koordinaten der Grube Starlera) bei Ferrera GR im Val Ferrera, Hinterrhein, Graubünden, Schweiz. Die Grube „Starlera“ ist bereits die Typlokalität für Manganlotharmeyerit.

## Etymologie und Geschichte
Chemische Analysen, die einem Fluorcalcioroméit entsprachen, waren bereits vor der Jahrtausendwende bekannt. Hierzu zählen Analysen aus der Grube „Fianel“ bei Ausserferrera und aus der Grube „Starlera“ bei Ferrera GR, beide im Val Ferrera, Hinterrheintal, Graubünden, Schweiz, die Granitpegmatite von Prašivá in der Slowakei und noch einmal aus der Grube „Starlera“.
Im Jahre 2010 wurde seitens der IMA eine neue Nomenklatur für die Minerale der neu definierten Pyrochlor-Obergruppe (Pyrochlor-Supergruppe) vorgelegt. Darin wurde festgelegt, dass das Ca-Sb-F-dominante Glied dieser Obergruppe als Fluorcalcioroméit zu bezeichnen ist.
Ein aus der Grube „Starlera“ stammendes Mineral erwies sich nach der Ermittlung seiner physikalischen, chemischen und strukturellen Eigenschaften als identisch mit Fluorcalcioroméit im Sinne der neuen Nomenklatur der Pyrochlor-Obergruppe. Das neue Mineral wurde der International Mineralogical Association (IMA) vorgelegt, die es im Jahre 2012 unter der vorläufigen Bezeichnung IMA 2012-093 anerkannte. Die wissenschaftliche Erstbeschreibung dieses Minerals erfolgte im Jahre 2013 durch ein brasilianisch-italienisches Forscherteam mit Daniel Atencio, Marco E. Ciriotti und Marcello B. Andrade im englischen Wissenschaftsmagazin Mineralogical Magazine. Die Autoren benannten das Mineral in Übereinstimmung mit der Nomenklatur der Pyrochlor-Obergruppe aufgrund seiner chemischen Zusammensetzung mit einer durch Calcium dominierten A-Position, durch Sb dominierten B-Position sowie durch Fluor dominierten Y-Position als Fluorcalcioroméit (englisch Fluorcalcioroméite).
Das Typmaterial für Fluorcalcioroméit wird unter der Katalognummer M/15925 (Holotyp) in der Sammlung des „Museo Regionale di Scienze Naturali, Sezione di Mineralogia, Petrografia e Geologia“ in Turin, Italien, aufbewahrt. Cotyp-Stufen befinden sich in der Sammlung des RRUFF-Projekts (Katalognummer R120140), und in der Sammlung des „Museu de Geociências“ am „Instituto de Geociências“, Universidade de São Paulo in São Paulo, Bundesstaat São Paulo, Brasilien (Katalognummer DR745).
Roméit war ein 1841 durch Augustin Alexis Damour zu Ehren von Jean-Baptiste Romé de L’Isle, französischer Mineraloge und einer der Begründer der Kristallographie, benanntes Mineral, welches bei der Neudefinition der Nomenklatur der Pyrochlor-Obergruppe im Jahre 2010 diskreditiert wurde, da sich hinter seiner Zusammensetzung die neuen Minerale Fluornatroroméit, Fluorcalcioroméit und Oxycalcioroméit verbergen. Er ist gleichzeitig der Namensgeber für die Roméit-Untergruppe innerhalb der Pyrochlor-Obergruppe. Bei der als Atopit bezeichneten Roméit-Varietät handelt es sich möglicherweise ebenfalls um Fluorcalcioroméit.

## Klassifikation
Die aktuelle Klassifikation der International Mineralogical Association (IMA) zählt den Fluorcalcioroméit zur Pyrochlor-Obergruppe mit der allgemeinen Formel A2–mB2X6–wY1–n, in der A, B, X und Y unterschiedliche Positionen in der Struktur der Minerale der Pyrochlor-Obergruppe mit A = Na, Ca, Sr, Pb2+, Sn2+, Sb3+, Y, U, □, oder H2O; B = Ta5+, Nb5+, Ti4+, Sb5+, W6+, Al3+ oder Mg2+; X = O, OH oder F und Y = OH−, F, O, □, H2O oder sehr große (>> 1,0 Å) einwertige Kationen wie K, Cs oder Rb repräsentieren. Zur Pyrochlor-Obergruppe gehören neben Fluorcalcioroméit noch Fluorcalciomikrolith, Fluornatromikrolith, Hydrokenomikrolith, Hydroxycalciomikrolith, Hydroxykenomikrolith, Kenoplumbomikrolith, Oxynatromikrolith, Oxystannomikrolith, Oxystibiomikrolith, Cesiokenopyrochlor, Fluorcalciopyrochlor, Fluornatropyrochlor, Hydrokenopyrochlor, Hydropyrochlor, Hydroxycalciopyrochlor, Hydroxykenopyrochlor, Hydroxymanganopyrochlor, Hydroxynatropyrochlor, Oxycalciopyrochlor, Hydroxycalcioroméit, Hydroxyferroroméit, Oxycalcioroméit, Oxyplumboroméit, Hydrokenoelsmoreit, Hydroxykenoelsmoreit, Fluornatrocoulsellit und Hydrokenoralstonit.
Fluorcalcioroméit bildet zusammen mit Hydroxycalcioroméit, Hydroxyferroroméit, Oxycalcioroméit und Oxyplumboroméit innerhalb der Pyrochlor-Obergruppe die Roméitgruppe.
In der veralteten 8. Auflage der Mineralsystematik nach Strunz war der Fluorcalcioroméit noch nicht aufgeführt.
In der zuletzt 2018 überarbeiteten Lapis-Systematik nach Stefan Weiß, die formal auf der alten Systematik von Karl Hugo Strunz in der 8. Auflage basiert, erhielt das Mineral die System- und Mineralnummer IV/C.16-042. Dies entspricht der Klasse der „Oxide und Hydroxide“ und dort der Abteilung „Oxide mit dem Stoffmengenverhältnis Metall : Sauerstoff = 2 : 3 (M2O3 und verwandte Verbindungen)“, wo Fluorcalcioroméit zusammen mit Argentoromeit (D), Bismutoroméit (Q), Bismutostibiconit (Q), Cuproroméit (D), Fluornatroroméit, Hydroxycalcioroméit, Hydroxyferroroméit, Monimolit (D), Oxycalcioroméit, Oxyplumboroméit, Partzit (D), Stetefeldtit (D), Stibiconit (Q) und Stibioroméit (Q) eine unbenannte Gruppe mit der Systemnummer IV/C.16 bildet.
In der seit 2001 gültigen und von der IMA bis 2009 aktualisierten 9. Auflage der Strunz’schen Mineralsystematik hat der Fluorcalcioroméit keinen Eintrag.
In der vorwiegend im englischen Sprachraum gebräuchlichen Systematik der Minerale nach Dana ist der Fluorcalcioroméit nicht gelistet.

## Chemismus
Dreizehn Mikrosondenanalysen an Fluorcalcioroméit-Körnern von der Typlokalität lieferten Mittelwerte von 4,11 % Na2O; 15,41 % CaO; 0,54 % MnO; 0,01 CuO; 0,01 ZnO; 0,02 % PbO; 0,10 % Al2O3; 0,50 % FeO; 0,07 % Y2O3; 0,04 % SiO2; 0,01 % TiO2; 0,01 % UO2; 76,18 % Sb2O3; 0,78 % WO3; 2,79 % F; 0,59 % H2O; (O ≡ F) –1,17 %; Summe = 100,00 %. Auf der Basis von zwei Kationen auf der B-Position pro Formeleinheit wurde daraus die empirische Formel (Ca1,16Na0,56◻0,22Fe2+0,03Mn2+0,03)Σ=2,00(Sb5+1,98Al0,01W0,01)Σ=2,00O6[F0,62(OH)0,28O0,06◻0,04]Σ=1,00 berechnet, die zu (Ca,Na)2Sb5+2O6(F,OH) vereinfacht wurde. Die ladungsausgeglichene Endgliedvariante dieser Formel wird mit (Ca1,50◻0,50)Sb5+2O6F angegeben.
Die neben Fluorcalcioroméit einzigen Minerale mit der Elementkombination Ca – Na – Sb – O – F sind der als Mineral noch nicht beschriebene Fluornatroroméit, (Na,Ca)2Sb2(O,OH)6F, und die fraglichen Phasen Atopit, (Ca,Na)2Sb2(O,F,OH)7, und Mauzeliit, (Pb,Ca,Na)2(Sb,Ti)2(O,OH,F)7.
Innerhalb der Pyrochlor-Obergruppe sind theoretisch durch die vier verschiedenen zu besetzenden Positionen eine Vielzahl von Substitutionsmöglichkeiten vorhanden. Fluorcalcioroméit ist das F-dominante Analogon zum O-dominierten Oxycalcioroméit und zum OH-dominierten Hydroxycalcioroméit. Untergruppen-übergreifend ist Fluorcalcioroméit das Sb5+-dominante Analogon zum Ta-dominierten Fluorcalciomikrolith und zum Nb-dominierten Fluorcalciopyrochlor.

## Kristallstruktur

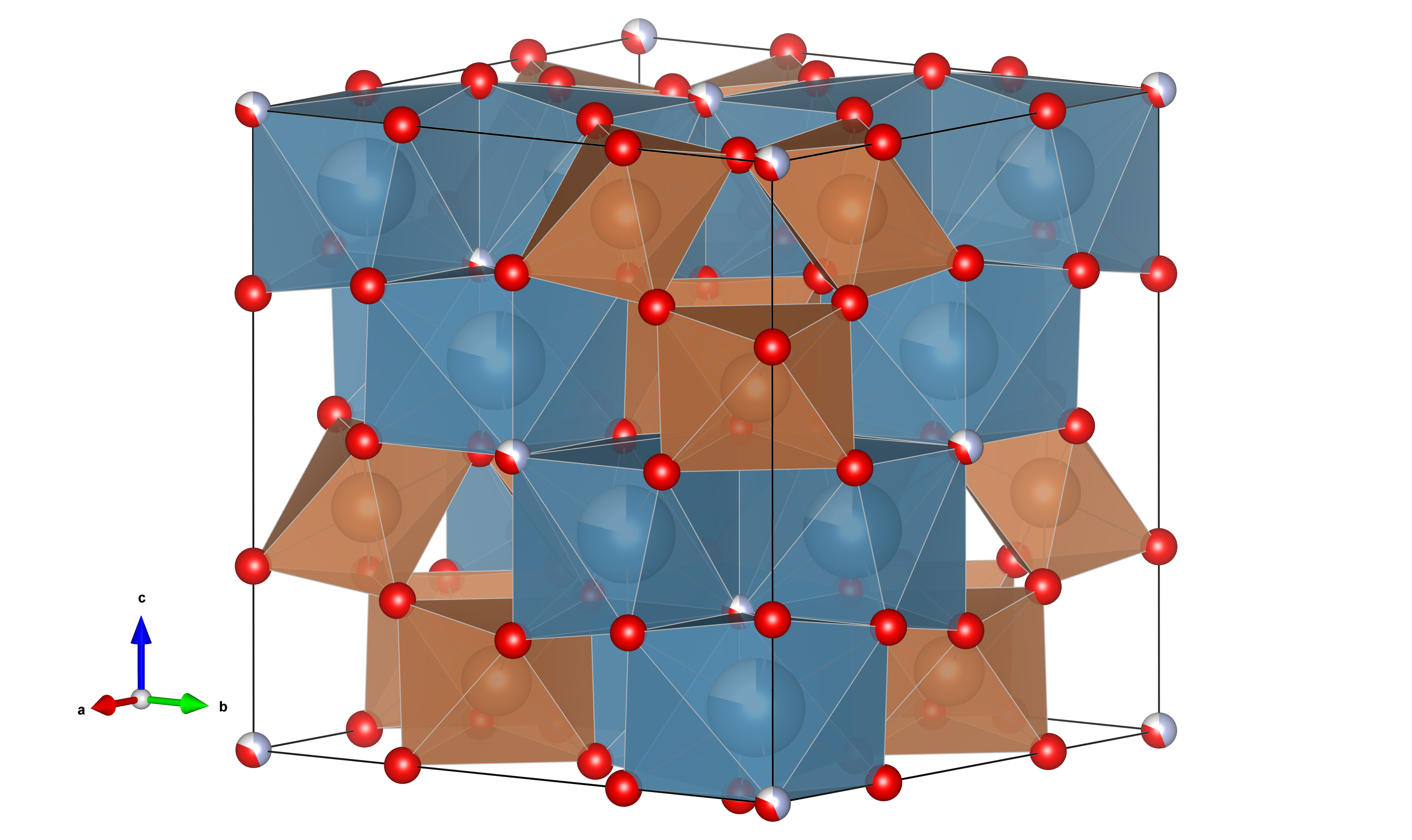
Kristallstruktur von Fluorcalcioroméit als Kationen-zentrierte polyedrische Darstellung

Fluorcalcioroméit kristallisiert im kubischen Kristallsystem in der Raumgruppe Fd3m (Raumgruppen-Nr. 227) mit dem Gitterparameter a = 10,2987 Å sowie acht Formeleinheiten pro Elementarzelle.
Die Kristallstruktur des Fluorcalcioroméits (vergleiche dazu die nebenstehende Strukturzeichnung) kann als dreidimensionales, für Vertreter der Pyrochlor-Obergruppe typisches Gerüst aus eckenverknüpften BO6-Oktaedern beschrieben werden, wobei in den Zwischenräumen dieses Gerüsts die A-Kationen sowie die Sauerstoffionen sitzen. Die achtfach koordinierte A-Position (16d) wird hauptsächlich durch Ca und Na besetzt. Die oktaedrisch koordinierte B-Position (16c) ist nur mit Sb5+ besetzt. Die X- (48f) und Y-Positionen (8b) sind vierfach koordinierte Anionen-Positionen und werden durch O und OH (48f) sowie F (8b) besetzt. Die Sauerstoff-Umgebung um die B-Kationen weist eine ungefähre oktaedrische Anordnung auf, während die A-Kationen in verzerrten Würfeln lokalisiert sind.
Fluorcalcioroméit ist isotyp (isostrukturell) zu allen anderen in der Raumgruppe Fd3m (Raumgruppen-Nr. 227) kristallisierenden Vertretern der Pyrochlor-Obergruppe.

## Eigenschaften

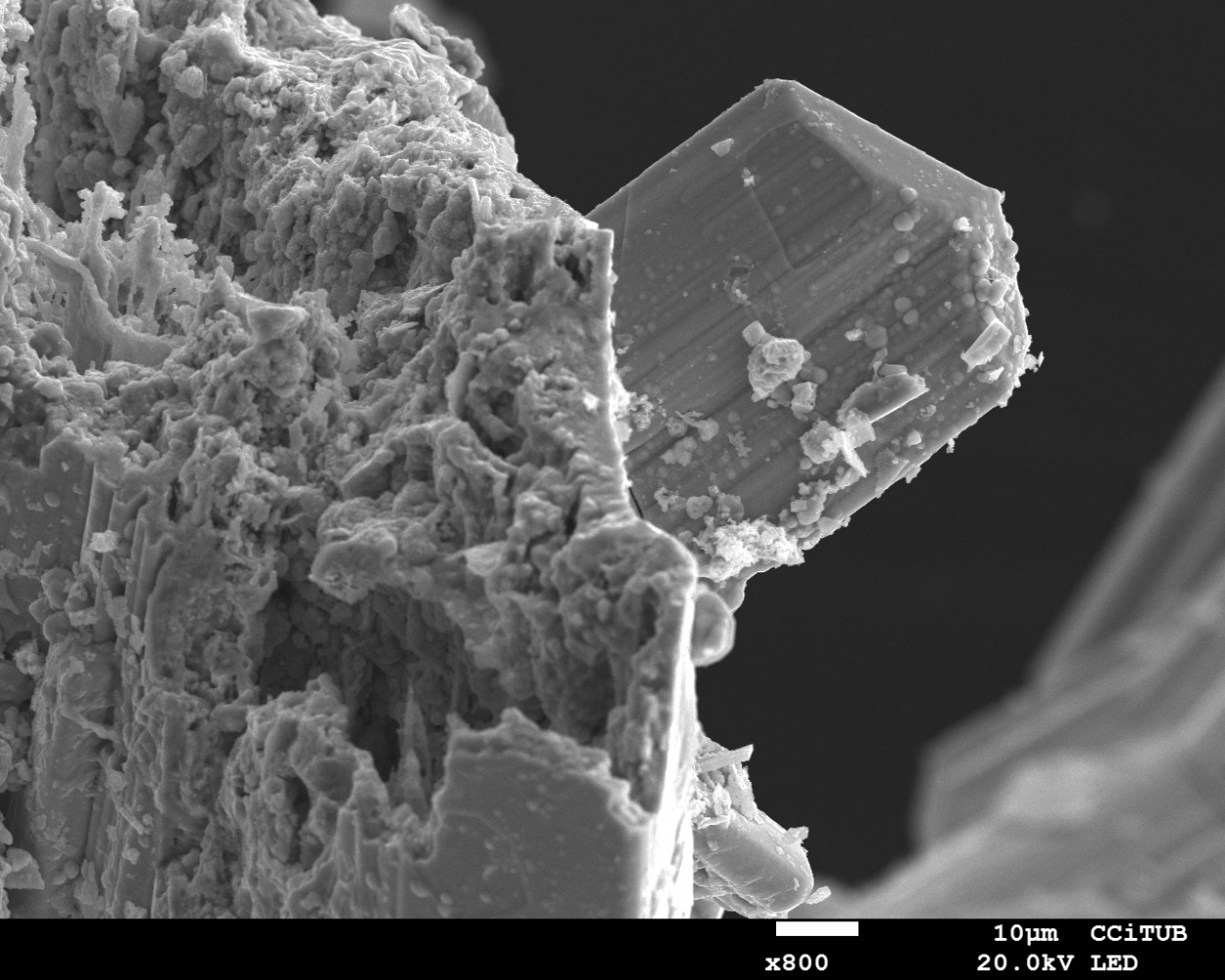
Pseudomorphose von lanzett-förmigen Fluorcalcioroméit-Kristallen nach Antimonit und/oder Bournonit (vergleiche das Bild in der Infobox)

### Morphologie
Fluorcalcioroméit bildet an seiner Typlokalität idiomorphe oktaedrische, niemals verzwillingte Kristalle {111} von 0,1 mm bis 1 mm Größe. Daneben sind Pseudomorphosen von Fluorcalcioroméit nach lanzettförmigen Antimonit- und/oder Bournonit-Kristallen bekannt (vergleiche das Bild in der Infobox).

### Physikalische und chemische Eigenschaften
Die Kristalle des Fluorcalcioroméits sind gelb bis orangefarben, während ihre Strichfarbe mit weiß angegeben wird. Die Oberflächen des durchscheinenden Fluorcalcioroméits zeigen einen glas- bis harzartigen Glanz, was sehr gut mit dem mäßig hohen Wert für die Lichtbrechung (n = 1,826) übereinstimmt. Fluorcalcioroméit weist aufgrund seiner Zugehörigkeit zum kubischen Kristallsystem keine Doppelbrechung auf und ist optisch völlig isotrop.
Fluorcalcioroméit besitzt keine Spaltbarkeit und auch keine Teilbarkeit, bricht aber aufgrund seiner Sprödigkeit ähnlich wie Quarz, wobei die Bruchflächen muschelig ausgebildet sind. Mit einer Mohshärte von ≈ 5,5 gehört das Mineral zu den mittelharten Mineralen und lässt sich wie die Referenzminerale Apatit (Härte 5) noch mit einem Taschenmesser bzw. wie Orthoklas (Härte 6) erst mit einer Stahlfeile ritzen. Die berechnete Dichte für Fluorcalcioroméit beträgt 5,113 g/cm³. Fluorcalcioroméit zeigt weder im langwelligen noch im kurzwelligen UV-Licht eine Fluoreszenz.

## Bildung und Fundorte
Die Typlokalität des Fluorcalcioroméits ist die kleine, auf einer Höhe von 2400 m über dem Meeresspiegel lokalisierte Eisen-Mangan-Lagerstätte „Starlera“ bei Ferrera GR im Val Ferrera, Hinterrhein, Graubünden, Schweiz, aus der zwischen 1918 und 1920 145 Tonnen Manganerze gefördert worden sind. Die Lagerstätte besteht aus retrograd metamorphosierten, syngenetisch-exhalativen Manganerzen; die in Carbonaten sitzenden Erze des Val Ferrera weisen eine komplexe geochemische Assoziation mit Fe–Mn–(Ba, V, As, Sb, Be, W, REE) auf, die hauptsächlich auf ihre syngenetische, exhalative Bildung sowie ihre Lage über einem granitreichen kontinentalen Grundgebirge zurückzuführen sind. Parageneseminerale des Fluorcalcioroméits in der Grube „Starlera“ sind Braunit, Hämatit, Calcit, Quarz und selten auch Wallkilldellit-(Mn).
Als seltene Mineralbildung konnte der Fluorcalcioroméit bisher (Stand 2018) weltweit erst von ca. zehn Fundorten beschrieben werden.
Außer der Typlokalität sind die folgenden Fundorte bekannt:
- metamorphe Manganmineralisationen am Obernberger Tribulaun, Obernbergtal, Wipptal, Stubaier Alpen, Nordtirol, Österreich
- Granitpegmatitgänge im Tal Sopotnická Dolina bei Brusno, Okres Banská Bystrica, Banskobystrický kraj, Slowakei
- der zur „Grupo Minero Berja“ gehörende Corta (Tagebau) „Santa Matilde“ in der Gemeinde Las Herrerías in der Sierra Almagrera, Cuevas de Almanzora (Cuevas de Vera), Almería, Andalusien, Spanien
- die metamorphe Fe-Mn-Lagerstätte Långban, Gemeinde Filipstad, Provinz Värmlands län bzw. der historischen Provinz Värmland im zentralen Schweden
- die Grube „Fianel“ unweit der Fraktion Ausserferrera der Gemeinde Ferrera GR im Süden des ehemaligen Bezirks Hinterrhein des Kantons Graubünden, Schweiz
- „Schmorrasgrat-Süd“ zwischen dem Ferreratal (Mulegn-Tal) und dem Oberhalbstein (Schmorras-Tal) bei Ausserferrera, Val Ferrera, Hinterrhein-Tal, Graubünden, Schweiz („Schmorrasgrat-Süd“ ist das südliche Segment des Bergrückens zwischen Fuorcla Cotschna und Piz Alv)
- die „Alp Tanatz“ bei Splügen GR, einem Gemeindeteil von Rheinwald GR, Region Viamala, Hinterrhein-Tal, Graubünden, Schweiz

Fundstellen für Fluorcalcioroméit in Deutschland und Österreich sind damit unbekannt.

## Verwendung
Fluorcalcioroméit ist aufgrund seiner Seltenheit ohne jede praktische Bedeutung und nur für Mineralsammler interessant.